# Ablon
Ablon – miejscowość i gmina we Francji, w regionie Normandia, w departamencie Calvados.
Według danych na rok 1990 gminę zamieszkiwało 940 osób, a gęstość zaludnienia wynosiła 78 osób/km² (wśród 1815 gmin Dolnej Normandii Ablon plasuje się na 238. miejscu pod względem liczby ludności, natomiast pod względem powierzchni na miejscu 382.).